# Santa Rosa de Serjalí
Santa Rosa de Serjalí es uno de los 53 centros poblados del distrito de Sepahua en la provincia de Atalaya ubicada en el departamento del Ucayali en el Perú. Su población es de etnia nahua. Se ubica en la confluencia de los ríos Mishagua y Serjalí, en la cuenca del Bajo Urubamba. Tiene aproximadamente 300 habitantes.
La comunidad nativa se encuentra dentro de la Reserva Territorial Kugapakori, Nahua, Nanti y otros, con especial protección bajo la Ley N 28736.